# Système portatif de défense antiaérienne
 (mars 2022).
Le contenu est difficilement compréhensible vu les erreurs de traduction, qui sont peut-être dues à l'utilisation d'un logiciel de traduction automatique.
 (mars 2022).
Si vous disposez d'ouvrages ou d'articles de référence ou si vous connaissez des sites web de qualité traitant du thème abordé ici, merci de compléter l'article en donnant les références utiles à sa vérifiabilité et en les liant à la section « Notes et références ».

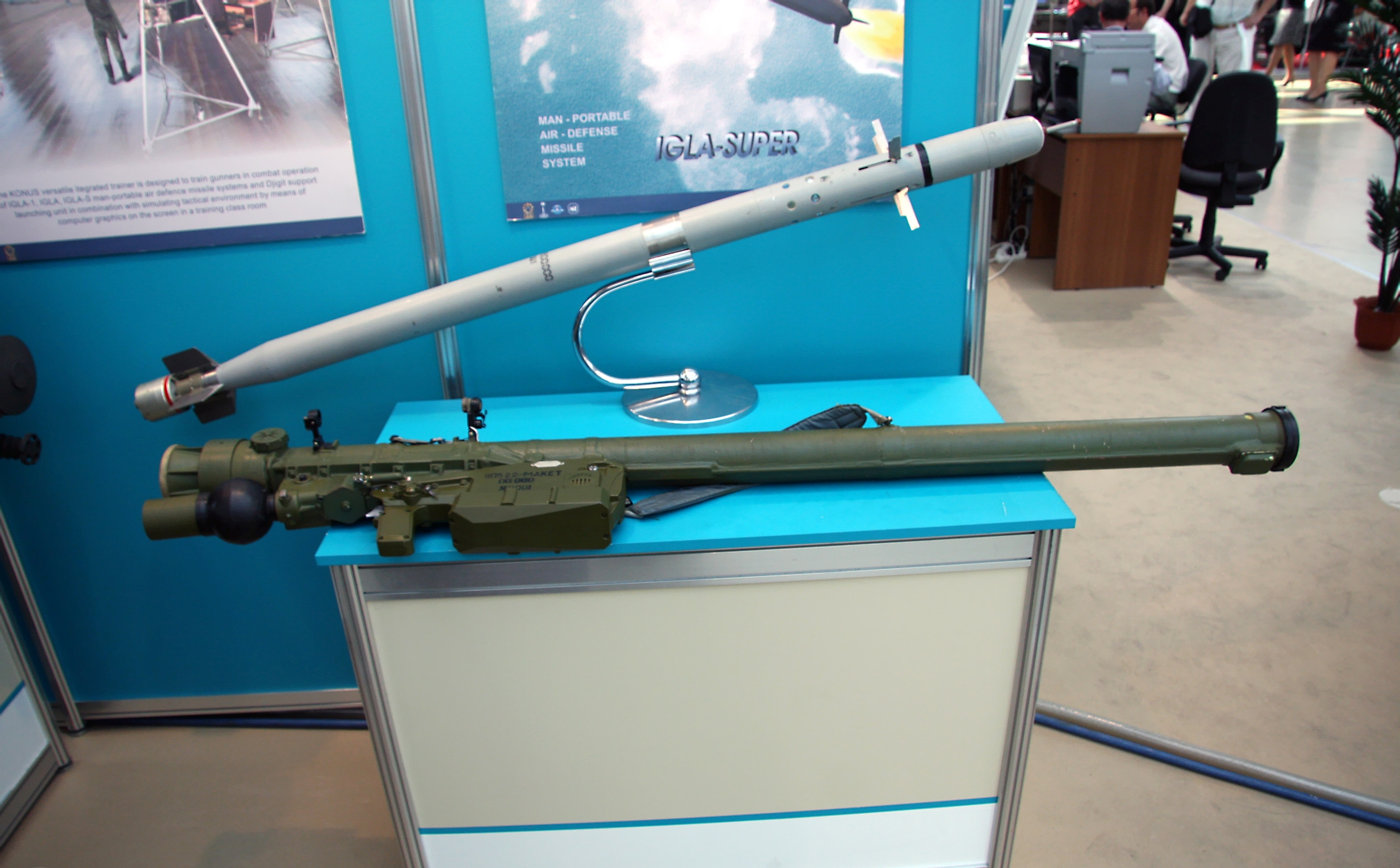
Un système complet de lance-missiles portatif 9K-338 IGLA-S, comprenant le missile, son tube et sa poignée de tir en 1998.

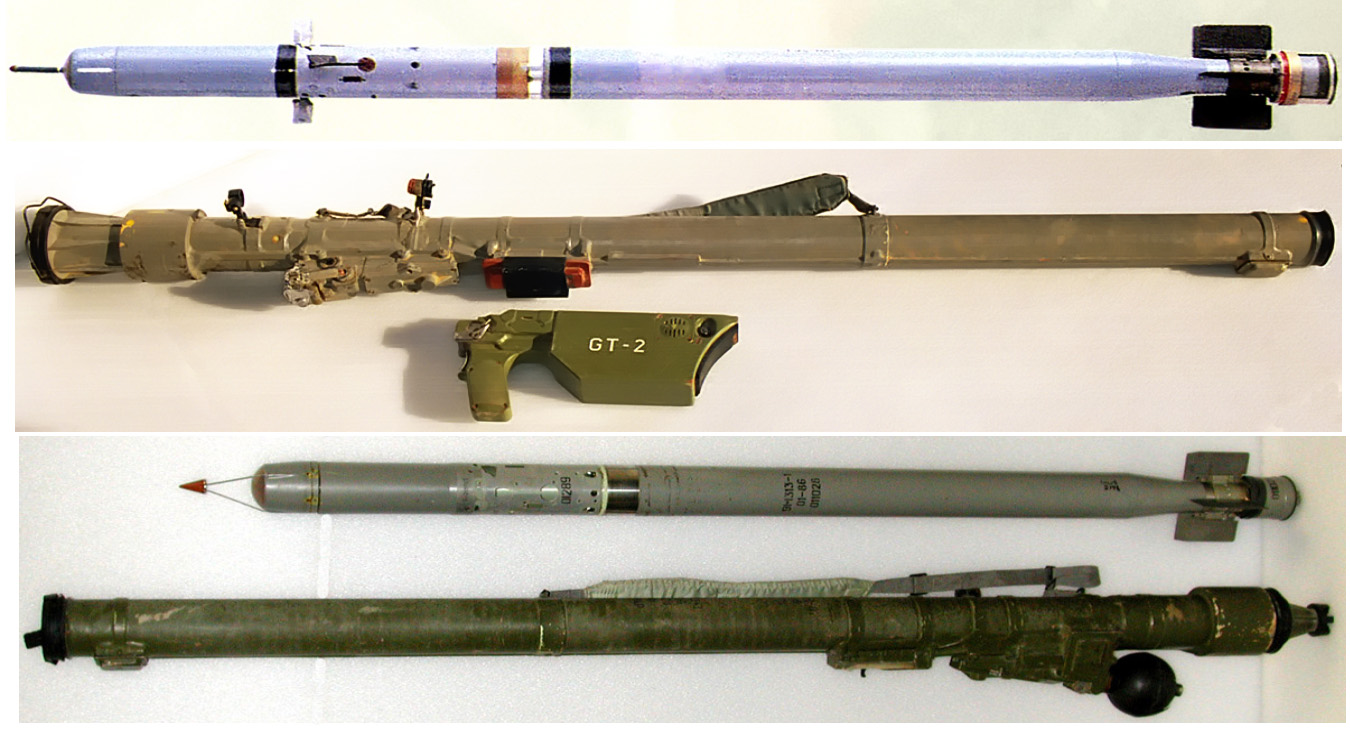
Missiles et tubes de lancement 9K38 Igla soviétiques, SA-18 (en haut) et SA-16 (en bas).

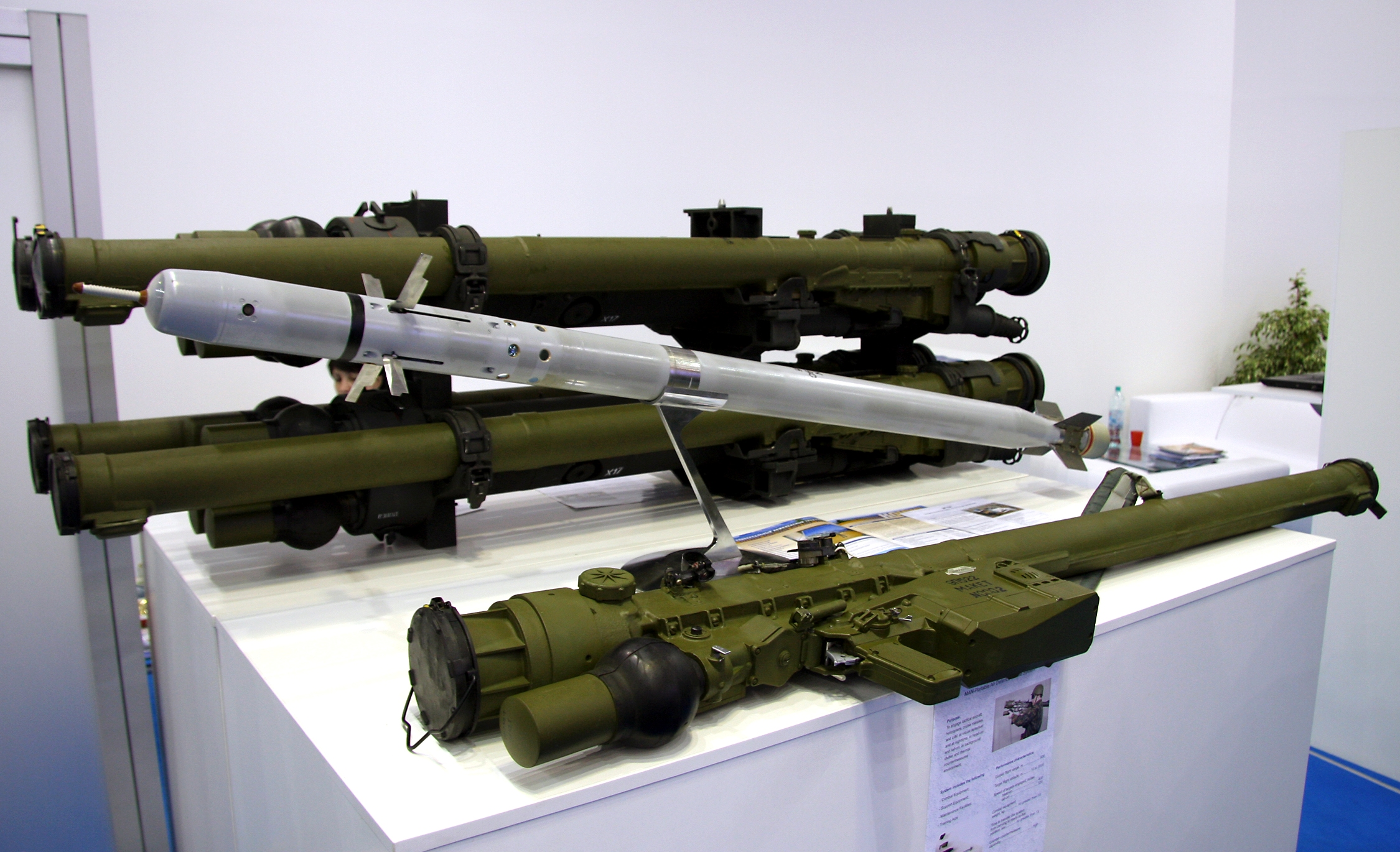
Un missile Igla-1S avec son tube de lancement.

Un système portatif de défense antiaérienne, ou en anglais MANPADS (en anglais : man-portable air-defense system), est un type de missile sol-air guidé pouvant être transporté et tiré par un seul individu ou par un groupe limité. Ils consistent généralement en un tube jetable contenant le missile, un dispositif de mise à feu (en anglais, gripstock : "poignée") et d'une batterie électrique. Ils permettent à un groupe réduit de combattants à pied de disposer d'une protection contre des aéronefs ennemis opérant à basse altitude, comme les hélicoptères.

## Historique

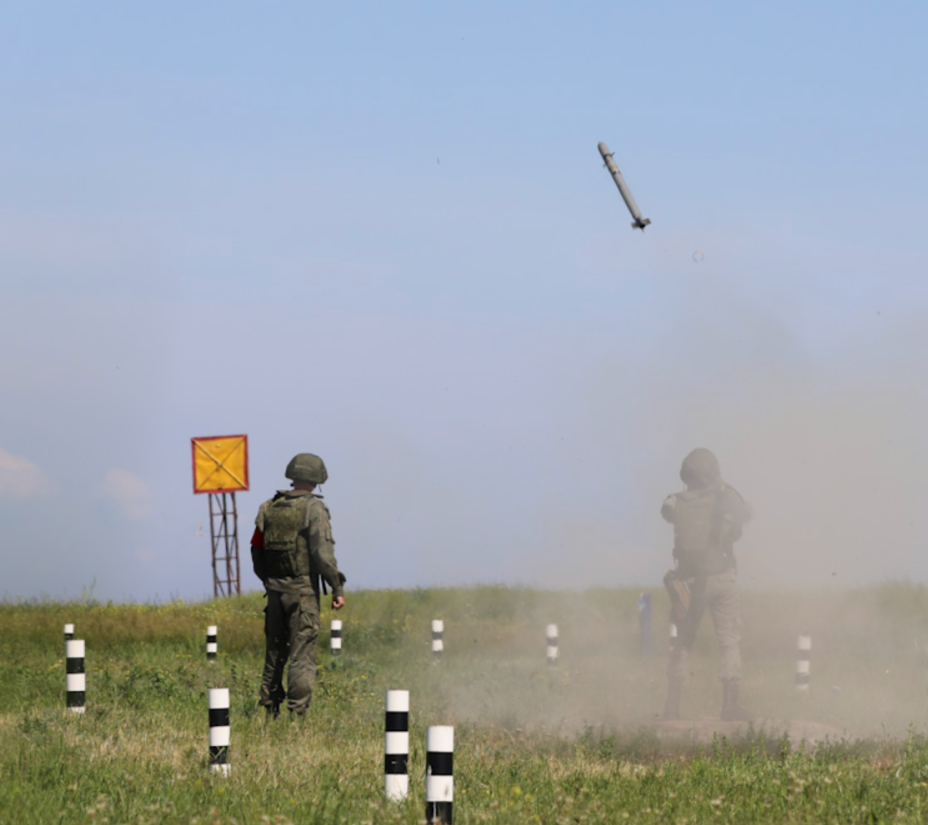
Départ d'un missile de MANPADS.

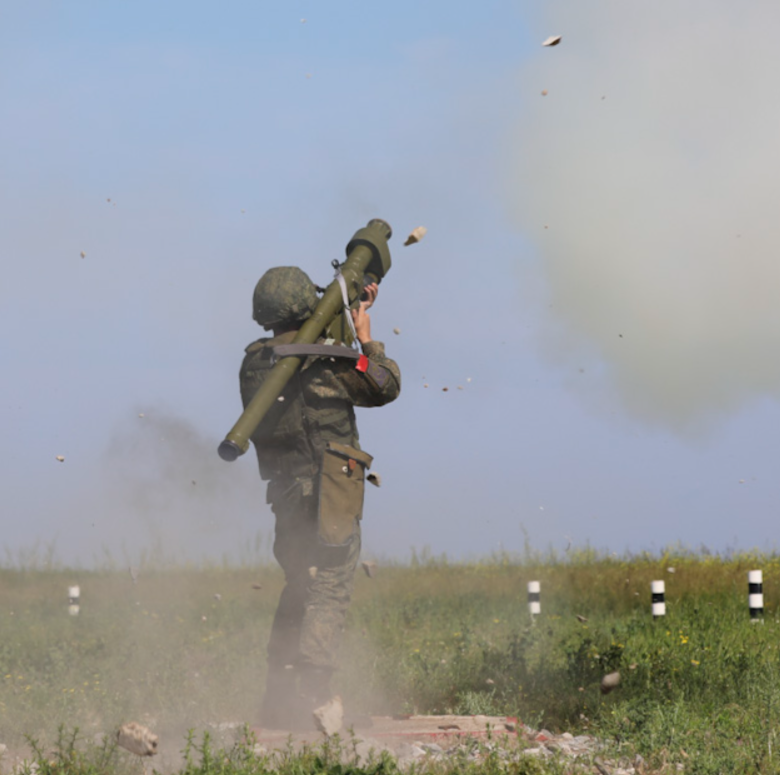
Entraînement au tir avec un MANPAD.

Vers la fin de la Seconde Guerre mondiale, l’Allemagne étudie et crée des prototypes d’armes portatives de défense antiaérienne. Ainsi, le lance-roquette multiple Fliegerfaust dont l'usage était comparable à celui de l'arme antichar Panzerfaust fut livré en 1945 en 80 à 100 exemplaires. En 1948, l'armée américaine lance des recherches dans le but de développer de nouvelles armes de défense anti-aérienne, ayant constaté l’inefficacité des mitrailleuses devant les nouveaux avions à réaction. Plusieurs systèmes d’armes à roquettes issus  de conceptions allemandes font l’objet d'investigations sans donner de résultats probants.tout le paragraphe[réf. nécessaire]
Ces systèmes ont été développés à l’origine dans les années 1950 pour fournir une protection militaire contre les forces terrestres ennemies. Au milieu des années 1950, Convair a commencé des études sur un système portable, basé sur le missile AIM-9 Sidewinder à guidage infrarouge. En novembre 1956, les résultats de ces études ont été montrés à l’Armée de terre américaine et au Corps des Marines. En 1957, un concours a été officiellement lancé pour acheter des missiles MANPADS. La conception du FIM-43 Redeye a monté le viseur de chaleur développé pour le missile AIM-9B Sidewinder, combiné avec des moteurs de fusée et d’autres sections de roquette Zuni de 2,75 pouces (70 mm) de diamètre. Enfin, en avril 1958, Convair a reçu un contrat pour commencer le développement du système, qui en 1962 a finalement été accepté pour l’entrée en service opérationnel. L’URSS a également commencé à travailler dans ce domaine et a en 1968 introduit le missile 9K32 Strela-2, appelé par l’OTAN SA-7 Grail.
Les systèmes portatifs de défense aérienne, également connus sous le nom de MANPADS, sont rapidement devenus un nouvel ennemi des pilotes, qui avaient pris l’habitude d’éviter les missiles antiaériens guidés par radar en volant à basse altitude. Contrairement aux mitrailleuses et aux canons, un tel missile peut abattre un gros avion.

## Prolifération et terrorisme
(30 juin 2024).
Au départ, ils n’étaient vendus qu’aux armées, mais au fil des ans, ils ont également été fournis à des mouvements de guérilla à travers le monde et ont fini par apparaître sur le marché noir des armes. Ils ont reçu une grande attention en tant qu’armes terroristes potentielles qui pourraient être utilisées contre des avions commerciaux. Ces missiles, accessibles et largement disponibles par le biais de canaux variés, ont été utilisés avec succès depuis les années 1980, tant dans les opérations militaires que par des terroristes. Ce type d’armement peut être obtenu sur le marché noir pour des sommes allant de quelques centaines de dollars pour les vieux modèles à un quart de million de dollars pour les plus récents[réf. nécessaire]. Aujourd’hui, vingt-cinq pays, dont les États-Unis, produisent des MANPADS. La possession, l’exportation et le trafic de ces armes sont officiellement et strictement contrôlés, car ils constituent une menace pour l’aviation civile, bien que, malheureusement, ce contrôle soit souvent contourné.
Les pays occidentaux, les chefs de file dans différentes opérations expéditionnaires et dans l’utilisation d’avions d’attaque et de forces aéroportées, la base fondamentale de la puissance de combat occidentale, sont confrontés à des MANPADS qui constituent la composante la plus avancée de la défense aérienne ennemie. Leurs ennemis habituels pratiquent une tactique de défense aérienne décentralisée ou focale avec des MANPADS mobiles et ne comptent pas sur la logistique.

## Caractéristiques
Les missiles mesurent de 1,2  à   1,6 m et leur poids est de 8  à   16 kg selon le modèle. Ils se montent sur l’épaule et se jettent. En général, leur détection cible peut atteindre 10 kilomètres (6 mi) et leur portée maximale est d’environ 7 kilomètres (4 mi), de sorte que les aéronefs volant à une hauteur de 6 000 mètres (19 700 pi) ou plus sont relativement en sécurité, car hors de portée de tir[réf. nécessaire].